# Elezioni presidenziali in Togo del 2015
Le elezioni presidenziali in Togo del 2015 si tennero il 25 aprile.

## Risultati
| Candidati                 | Partiti                                             | Voti      | %     |
| ------------------------- | --------------------------------------------------- | --------- | ----- |
| Faure Gnassingbé          | Unione per la Repubblica                            | 1 221 282 | 58,77 |
| Jean-Pierre Fabre         | Alleanza Nazionale per il Cambiamento               | 731 230   | 35,19 |
| Tchabouré Gogue           | Alleanza dei Democratici per lo Sviluppo Integrale  | 83 768    | 4,03  |
| Komandega Taama           | Nuovo Impegno Togolese                              | 21 569    | 1,04  |
| Mouhamed Tchassona Traoré | Movimento Cittadino per la Democrazia e lo Sviluppo | 20 048    | 0,96  |
| Totale                    | Totale                                              | 2 077 897 | 100   |